# Treille
Pour les articles homonymes, voir Treille (homonymie).
La Treille est un ruisseau du département du Loiret, et le principal affluent du Solin, donc un sous-affluent de la Seine, par le Loing.

## Géographie
La longueur de son cours d'eau est de 13,9 km.
Elle prend sa source au sud de Montereau et se jette dans le Solin à Oussoy-en-Gâtinais

## Communes traversées
Dans le Loiret ;
Lorris ~ Montereau ~ La Cour-Marigny ~ Oussoy-en-Gâtinais